# Adriano Galliani
Adriano Galliani, född 30 juli 1944 i Monza, är AC Milans före detta vice president.